# Vera Buch
Vera Wilhelmine Buch Weisbord (* 19. August 1895 in Forestville, Connecticut; † 6. September 1987 in Chicago) war eine US-amerikanische politische Aktivistin und Gewerkschaftsorganisatorin. Sie war mit Albert Weisbord verheiratet.

## Jugend
Vera Buch wurde am 19. August 1895 in Forestville, Connecticut, geboren. Ihre Eltern waren John Casper Buch und Nellie Amelia Louisa Crawford. Schon früh zog die Familie in die Bronx, New York. Da ihr Vater keine feste Arbeit finden konnte, war Vera Buchs Kindheit von Armut geprägt.
Buch studierte an der Hunter High School und machte 1916 ihren Abschluss am Hunter College. Kurz darauf erkrankte sie an Tuberkulose und verbrachte ein Jahr in einem Sanatorium. Während ihres Aufenthalts lernte sie eine Frau kennen, die sie zum Studium der sozialistischen Wirtschaftstheorie motivierte und begann, die Armut ihrer Kindheit als Produkt der Ausbeutung ihrer Arbeiterfamilie durch die Reichen zu sehen.

## Politischer Aktivismus und gewerkschaftliche Organisation
1918 zog Buch nach Caldwell, New Jersey, wo sie sich in der Left Wing Section der Socialist Party engagierte. Dort arbeitete in einer Strohhutfabrik, bevor sie eine Stelle als Stenographin und Übersetzerin bei der French American Banking Company annahm. Buch schloss sich den Industrial Workers of the World und der Kommunistischen Partei der USA (CPUSA) an.
Unter dem Pseudonym Leona Smith half sie bei der Organisierung von Arbeitern während des Passaic-Textilstreiks von 1926, dem ersten von Kommunisten angeführten Massenstreik in den Vereinigten Staaten. In Passaic lernte sie ihren späteren Ehemann Albert Weisbord kennen. Beide zogen nach Detroit, wo Buch mehrere linke Fabrikzeitungen herausgab und kurzzeitig in einem Automobilwerk arbeitete.
1928 ging sie nach Pennsylvania, um bei der Organisierung von Frauen der United Mine Workers in einem Bergarbeiterstreik zu helfen.
Sie war gewerkschaftliche Organisatorin des Loray Mill-Streiks von 1929 in Gastonia, North Carolina. Die Nationalgarde schritt ein und ein lokaler Polizeichef wurde während der Auseinandersetzungen getötet. Buch und 15 weitere Personen wurden festgenommen und des Mordes angeklagt, aber sie wurde freigelassen, nachdem ihr Fall für ein Fehlverfahren erklärt worden war.
Der Loray Mill Strike war der letzte, bei dem Buch im Namen der CPUSA und der National Textile Workers Union (NTWU) tätig war. Albert Weisbord wurde beschuldigt, ein Lovestone -Anhänger zu sein und aus der CPUSA ausgeschlossen. 1931 gründeten Buch und Weisbord die Communist League of Struggle als trotzkistische Alternativorganisation zur CPUSA. Sie waren Herausgeber der Zeitschrift Class Struggle (Klassenkampf), in der Buch Aufsätze über Arbeit, Feminismus, Revolution und Frauen verfasste.
Buch und Weisbord zogen 1935 nach Chicago, wo sie sich weiterhin gewerkschaftlich organisierten. Sie heirateten 1938.
In den 1940er Jahren arbeitete sie mit dem Congress of Racial Equality zusammen und in den folgenden Jahrzehnten beteiligte sie sich an der Bürgerrechtsbewegung.

## Späte Jahre
1952 studierte Buch am Art Institute of Chicago und schuf in den nächsten zwei Jahrzehnten mehr als 400 Gemälde. 1977, kurz nach dem Tod ihres Mannes, veröffentlichte sie ihre Autobiographie A radical life.

## Rezension
Laut einer Rezension von A radical life in The American Historical Review war Vera Buch Weisbord an mehreren wichtigen Episoden der amerikanischen Arbeiter- und radikalen Bewegung beteiligt und beschreibt dies in ihrer Autobiografie mit Distanz, wenn auch aus ihrem eigenen Blickwinkel. Im Alter von 80 Jahren konnte sie Aspekte ihres Lebens, wie berufliche Krisen, im Licht der feministischen Ideen der 1970er Jahre betrachten. Sie untersucht ihr Leben auf drei Ebenen: der öffentlichen, die durch ihre Verbindung zum linken Sozialismus und ihrer Mitgliedschaft in der Kommunistischen Partei geprägt war. Auf der zweiten Ebene befasst sie sich mit ihrer Kindheit und Jugend und ihren Beziehungen in der Arbeiterbewegung, hauptsächlich mit Frauen: Irinnen, Italienerinnen und Jüdinnen. Auf der dritten Ebene widmet sie sich der intimen Seite ihres Lebens als Mutter und ihrer Beziehung zu ihrem Ehemann. Sie schildert, dass sie sich einer primitiv durchgeführten Abtreibung unterzogen hatte, was später zu einer schmerzhaften Krankheit führte. Sie hatte das als „Frauensache“ abgetan und die Torturen allein ertragen. Wie die meisten Frauen ihrer Generation fand sie sich mit dem zweiten Platz im Klassenstatus ihrer Partei ab. Die Autobiografie endet im Jahr 1935.

## Werke
- A Radical Life. Indiana University Press, Bloomington 1977, ISBN 0-253-34773-4.